# Selenopoidea
Selenopoidea è una  superfamiglia di aracnidi araneomorfi che comprende una sola famiglia:
- Selenopidae SIMON, 1897